# Le Cinéma de Boris Vian
Pour plus de détails, voir Fiche technique et Distribution.
Le Cinéma de Boris Vian est un documentaire français sur Boris Vian réalisé par Yacine Badday et Alexandre Hilaire en 2010. Il a été diffusé sur la chaîne Cinécinéma Classic.

## Synopsis
Ce documentaire revient sur les liens entre Boris Vian et le cinéma. Sont évoquées : les influences cinématographiques et l'adaptation de son roman J'irai cracher sur vos tombes ;  les apparitions de l'écrivain dans plusieurs films (Notre Dame de Paris, Les Liaisons dangereuses) et sa collaboration avec le cinéaste Pierre Kast sur des scripts non tournés. À partir d'extraits de films ou de storyboards, des personnalités du cinéma et des spécialistes de Boris Vian reviennent sur les projets de l'auteur dans ce domaine. L'acteur François Marthouret intervient comme narrateur tout au long du film.

## Fiche technique
- Titre : Le Cinéma de Boris Vian
- Réalisation : Alexandre Hilaire et Yacine Badday
- Photographie :  Andra Tevy et Gertrude Baillot
- Montage : Thomas Patras
- Son : David Chaulier et Thomas François
- Production : Francois Aunay et Michael Proenca
- Société de production : Theorem Films
- Pays de production :  France
- Genre : Documentaire
- Durée : 51 minutes

## Intervenants
- François Marthouret : narrateur
- Alain Riou : journaliste de cinéma.
- Philippe Le Guay : réalisateur du téléfilm V comme Vian
- Nicole Bertolt : responsable de la Cohérie Boris Vian
- Laurent Chalumeau : romancier et scénariste
- Marc Lapprand : spécialiste de l'œuvre de Boris Vian
- France Roche : scénariste et journaliste ; amie de Boris Vian
- Yves Boisset : réalisateur ; auteur d'un projet d'adaptation d'un roman de Boris Vian
- Yves Guilbert : ami de Boris Vian
- Jean-Pierre Moulin : journaliste ; ami de Boris  Vian

## Extraits de films
- Notre Dame de Paris de Jean Delannoy
- Chasse à l'homme de Pierre Kast
- Saint-Tropez, devoir de vacances de Paul Paviot
- Les Liaisons dangereuses de Roger Vadim
- Reportage sur le tournage de J'irai cracher sur vos tombes (film de Michel Gast)
- Archives de Saint-Germain des Prés, filmées par Jean Suyeux
- Making-of du tournage de V comme Vian de Philippe Le Guay

## Autour du film
- Alexandre Hilaire et Yacine Badday ont également réalisé un film documentaire sur le scénariste Jean Aurenche : Jean Aurenche, écrivain de cinéma.
- Yacine Badday a plus tard adapté une œuvre de Vian au cinéma. Il est en effet le coscénariste du court métrage de Chloé Mazlo, Conte de fées à l'usage des moyennes personnes, d'après le texte éponyme de Boris Vian.